# U-19-Fußball-Asienmeisterschaft 1986/Qualifikation
Die Qualifikation zur U-19-Fußball-Asienmeisterschaft 1986 wurde ausgetragen, um die acht Teilnehmer an der Endrunde zu ermitteln. Die (mindestens) 22 gemeldeten Mannschaften wurden in acht regionale Gruppen eingeteilt. Die Spiele fanden zwischen Mai und August 1986 statt.

## Gruppe 1
Die Gruppe 1 wurde von Saudi-Arabien gewonnen. Spielergebnisse sind nicht bekannt.

## Gruppe 2
Die Gruppe 2 spielte vom 1. bis 6. August 1986 in Bagdad (Irak).
| Pl. | Land    | Sp. | S | U | N | Tore    | Diff. | Punkte |
| --- | ------- | --- | - | - | - | ------- | ----- | ------ |
| 1.  | Bahrain | 3   | 2 | 1 | 0 | 006:200 | +4    | 05:10  |
| 2.  | Irak    | 3   | 2 | 1 | 0 | 005:200 | +3    | 05:10  |
| 3.  | Kuwait  | 2   | 0 | 0 | 2 | 001:300 | −2    | 0:40   |
| 4.  | Oman    | 2   | 0 | 0 | 2 | 001:600 | −5    | 0:40   |

|                | Bahrain | – | Kuwait  | 0:0 |
| 1. August 1986 | Irak    | – | Oman    | 1:0 |
| 3. August 1986 | Irak    | – | Bahrain | 1:1 |

Das Ergebnis des Spiels zwischen Kuwait und Oman ist nicht bekannt. Vom Spiel zwischen Bahrain und Kuwait ist nur bekannt, dass Bahrain gewonnen und sich aufgrund der besseren Tordifferenz qualifiziert hat.

## Gruppe 3
Die Gruppe 3 wurde von Katar gewonnen. Spielergebnisse sind nicht bekannt.

## Gruppe 4
Die Gruppe 4 wurde in Colombo (Sri Lanka) ausgetragen. Die Gastgeber konnten sich gegen Afghanistan und die Malediven durchsetzen. Spielergebnisse sind nicht bekannt. Ursprünglich war Indien ebenfalls in diese Gruppe eingeteilt, lehnte es aber aufgrund des dortigen Bürgerkrieges ab anzutreten. Indien wurde stattdessen in Gruppe 5 eingeteilt.

## Gruppe 5
Die Gruppe 5 spielte vom 3. bis 7. August 1986 in Quetta (Pakistan).
| Pl. | Land     | Sp. | S | U | N | Tore    | Diff. | Punkte |
| --- | -------- | --- | - | - | - | ------- | ----- | ------ |
| 1.  | Indien   | 2   | 1 | 1 | 0 | 001:000 | +1    | 03:10  |
| 2.  | Nepal    | 2   | 0 | 2 | 0 | 002:200 | ±0    | 02:20  |
| 3.  | Pakistan | 2   | 0 | 1 | 1 | 002:300 | −1    | 01:30  |

| 3. August 1986 | Pakistan | – | Nepal  | 2:2 |
| 5. August 1986 | Nepal    | – | Indien | 0:0 |
| 7. August 1986 | Pakistan | – | Indien | 0:1 |

## Gruppe 6
Die Gruppe 6 spielte vom 1. bis 5. August 1986 in Qingdao (Volksrepublik China).
| Pl. | Land      | Sp. | S | U | N | Tore    | Diff. | Punkte |
| --- | --------- | --- | - | - | - | ------- | ----- | ------ |
| 1.  | Nordkorea | 3   | 3 | 0 | 0 | 010:100 | +9    | 06:0   |
| 2.  | China     | 3   | 2 | 0 | 1 | 014:100 | +13   | 04:20  |
| 3.  | Hongkong  | 3   | 1 | 0 | 2 | 006:500 | +1    | 02:40  |
| 4.  | Macau     | 3   | 0 | 0 | 3 | 001:240 | −23   | 0:60   |

| 1. August 1986 | China     | – | Nordkorea | 0:1 |
| 1. August 1986 | Hongkong  | – | Macau     | 5:1 |
| 3. August 1986 | Nordkorea | – | Hongkong  | 2:1 |

## Gruppe 7
Die Gruppe 7 spielte vom 17. bis 21. Juli 1986 in Singapur.
| Pl. | Land       | Sp. | S | U | N | Tore    | Diff. | Punkte |
| --- | ---------- | --- | - | - | - | ------- | ----- | ------ |
| 1.  | Indonesien | 3   | 2 | 1 | 0 | 004:100 | +3    | 05:10  |
| 2.  | Thailand   | 3   | 1 | 1 | 1 | 003:200 | +1    | 03:30  |
| 3.  | Malaysia   | 3   | 0 | 3 | 0 | 003:300 | ±0    | 03:30  |
| 4.  | Singapur   | 3   | 0 | 1 | 2 | 002:700 | −5    | 01:50  |

| 17. Juli 1986 | Indonesien | – | Thailand   | 1:0 |
| 17. Juli 1986 | Singapur   | – | Malaysia   | 2:2 |
| 19. Juli 1986 | Singapur   | – | Indonesien | 0:3 |

## Gruppe 8
Die Gruppe 8 spielte am 3. Mai 1986 in Incheon (Südkorea).
| Datum       |          | Ergebnis  |       |
| ----------- | -------- | --------- | ----- |
| 3. Mai 1986 | Südkorea | 4:2 n. V. | Japan |

## Ergebnis
Saudi-Arabien, Bahrain, Katar, Sri Lanka, Indien, Nordkorea, Indonesien und Südkorea qualifizierten sich für die Endrunde.